# 1809년 제임스 매디슨 대통령 취임식
제임스 매디슨의 제4대 미국 대통령으로서의 첫 취임식은 1809년 3월 4일 토요일, 워싱턴 D.C.의 미국 국회의사당에 있는 하원 회의실에서 열렸다. 이 취임식은 제임스 매디슨의 첫 4년 임기 대통령직 시작과 조지 클린턴의 부통령 두 번째 임기 시작을 알렸다. 대통령 선서는 대법원장 존 마셜이 주관했다. 대통령은 100% 미국산 양모 정장을 입었으며, 최초의 공식 취임식 무도회는 롱스 호텔에서 열렸고, 입장료는 4달러였다(현재 약 $66). 클린턴은 이 임기 중 1812년 4월 20일 사망했으며, 그 잔여 기간 동안 직위는 공석으로 남아 있었다. (1967년 수정 헌법 제25조가 비준되기 전에는 부통령직의 임기 중 공석을 채울 헌법 조항이 없었다.) 클린턴은 재임 중 사망한 최초의 부통령이었다.

## 행사
매디슨은 1809년 3월 4일 워싱턴과 조지타운 기병대의 호위를 받으며 국회의사당으로 향했다. 그는 제퍼슨 내각 각료들과 함께 하원 회의실에 들어섰다. 제퍼슨 대통령은 취임식에 참석하여 홀 앞줄에서 매디슨 옆에 앉았다. 대법관들은 매디슨 앞에 앉았다. 갤러리의 관중들에 따르면, 매디슨은 처음에는 분명히 떨리는 목소리로 조용히 말했지만, 연설이 진행될수록 더 크게 발언했다. 새 대통령은 검은 정장을 입었다.
취임 연설과 선서 후에 매디슨과 그의 아내 돌리 매디슨은 F 스트리트에 있는 그들의 집에서 방문객들을 맞이했는데, 엄청난 인파에 압도당했다. 그들은 이어서 롱스 호텔에서 열린 취임 무도회에 참석했다. 벨벳 드레스를 입은 새로운 퍼스트 레이디 돌리는 무도회에서 많은 팬들을 끌어모았지만, 매디슨은 그 행사를 지치고 불쾌한 경험으로 묘사했다.

## 취임 연설
1809년 3월 4일, 제임스 매디슨은 취임 연설을 하고 제4대 미국 대통령으로 취임했다. 그는 자신의 감정을 국민들에게 전달했다. 그는 대통령으로 당선되었을 때 표현할 수 없을 정도로 큰 영광과 책임을 느꼈다. 그는 미국이 많은 문제와 어려움을 안고 있는 국가임을 인정했고, 그 압박감이 그를 강타했다. 그는 또한 미국이 얼마나 위대한 나라인지, 그리고 짧은 시간 안에 한 나라로서 얼마나 발전했는지 언급했다.
그는 국민들에게 미국이 모든 국가, 특히 교전국들과 평화를 유지하고 좋은 관계를 맺으려 노력하고 있다고 알렸다. 그는 미국인들이 국가를 발전시키고 건설하는 동안 중립국으로 남기를 원했다. 그는 미국이 너무 많은 피비린내 나는 낭비적인 전쟁을 겪었다고 언급했다. "정의를 지킴으로써 평화를 증진하는 것이 미국의 진정한 영광이었다."
매디슨은 미국의회가 다른 국가들과의 본질적인 이익을 보호하고 존중하기 위한 방안을 마련하기 위해 만날 것을 약속했다. 그는 공화국과 국민의 권리를 수호하기 위해 강력한 군대와 민병대를 구축하고 자금을 지원하기를 원했다.
매디슨은 미국을 위해 많은 일을 한 과거의 인물들에게 감사하는 말로 연설을 마쳤고, 젊고 번영하는 이 나라의 미래에 최선을 다하기를 기원했다.

## 같이 보기
- 제임스 매디슨 행정부
- 1813년 제임스 매디슨 대통령 취임식
- 1808년 미국 대통령 선거